# Provincia de Auckland
Auckland fue una provincia de Nueva Zelanda desde 1853 hasta la abolición del gobierno provincial en 1876.

## Área
La provincia cubría aproximadamente la mitad de la isla Norte de Nueva Zelanda. Fue la más grande de las seis provincias iniciales, tanto por área como por población. El límite sur estaba mayormente a lo largo de la latitud 39, que era una línea arbitraria, ya que el interior del país era poco conocido por los europeos. No se subdividió durante su existencia; la provincia de Taranaki (originalmente llamada provincia de Nueva Plymouth) fue la otra que mantuvo sus límites.

## Historia
Las seis provincias originales se establecieron en 1853. En ese momento, aproximadamente 30 000 europeos vivían en Nueva Zelanda, y un tercio de ellos tenían su base en la provincia de Auckland. Se estima que el 70% de la población maorí se encontraba dentro de la provincia de Auckland. Aunque la población de la provincia de Otago (provocada por la fiebre del oro central de Otago) y luego también la región de Canterbury superó la de Auckland, la zona más septentrional del país volvió a ser la más poblada en 1901.
El sistema provincial fue abolido en 1876. La provincia de Auckland fue utilizada desde entonces como un distrito administrativo por el Departamento de Tierras y Encuestas, pero el área fue subdividida posteriormente en los distritos de Auckland del Norte, Auckland del Sur y Gisborne. La latitud 39 fue reemplazada posteriormente por límites que tomaron en cuenta las formas de relieve, y como consecuencia, partes de la antigua provincia de Auckland se encuentran ahora en los distritos de Wellington y Hawke's Bay, y parte de la antigua provincia de Wellington se encuentra en el Distrito de Tierras del Sur de Auckland.

## Consejo provincial de Auckland
El Consejo Provincial de Auckland fue el órgano electo de la provincia de Auckland. A partir de su segundo período de sesiones, el consejo utilizó la Casa de la Asamblea General para sus reuniones. Compartió el uso de este edificio con el Parlamento de Nueva Zelanda desde 1854 hasta 1864 durante el tiempo en que Auckland fue la capital de Nueva Zelanda. A partir de 1858, la provincia era propietaria del edificio, pero continuó poniéndolo a disposición del parlamento.

### Superintendentes
La provincia de Auckland tuvo nueve Superintendentes:
| Número | De          | A           | Superintendente              |
| 1      | 12 Jul 1853 | 5 Ene 1855  | Robert Wynyard               |
| 2      | 15 Mar 1855 | Nov 1855    | William Brown                |
| 3      | 15 Nov 1855 | 17 Sep 1856 | Logan Campbell               |
| 4      | 11 Nov 1856 | Dic 1862    | John Williamson              |
| 5      | 11 Dic 1862 | 22 Sep 1865 | Robert Graham                |
| 6      | 25 Oct 1865 | 2 Mar 1867  | Frederick Whitaker           |
| (4)    | 18 Abr 1867 | Dic 1869    | John Williamson (2.º tiempo) |
| 7      | 2 Dic 1869  | Nov 1873    | Thomas Gillies               |
| (4)    | 20 Nov 1873 | 16 Feb 1875 | John Williamson (3.º tiempo) |
| 8      | Feb 1875    | Mar 1875    | Maurice O'Rorke              |
| 9      | 24 Mar 1875 | 1 Ene 1877  | George Grey                  |

### Hablantes
El Consejo Provincial tuvo tres Hablantes:[6]
| Número | De   | A    | Hablante         |
| 1      | 1853 | 1857 | Thomas Bartley   |
| 2      | 1857 | 1865 | William Powditch |
| 3      | 1865 | 1876 | Maurice O'Rorke  |